# Albaxen

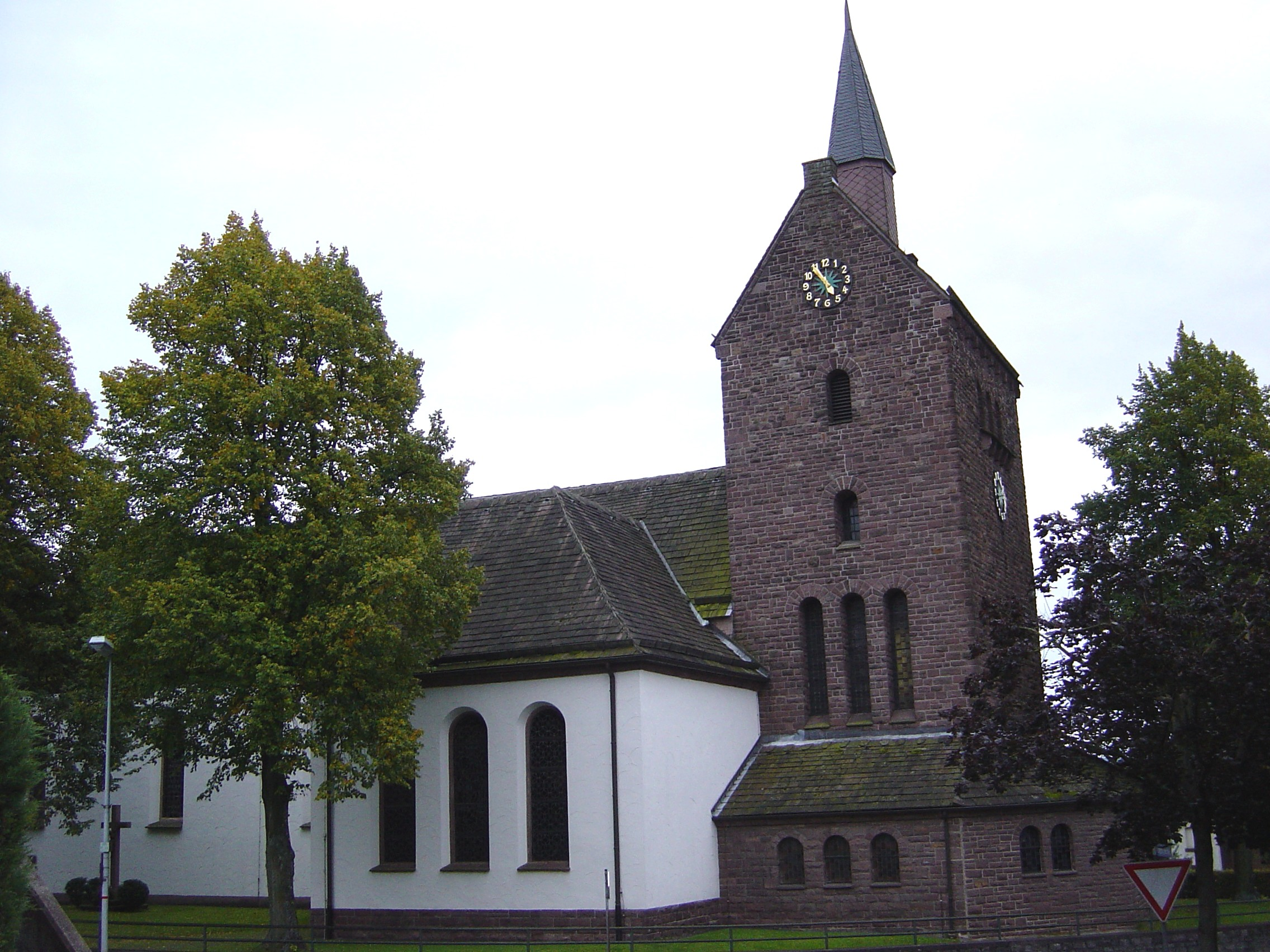
Die Katholische Kirche St. Dionysius in Albaxen (2007)

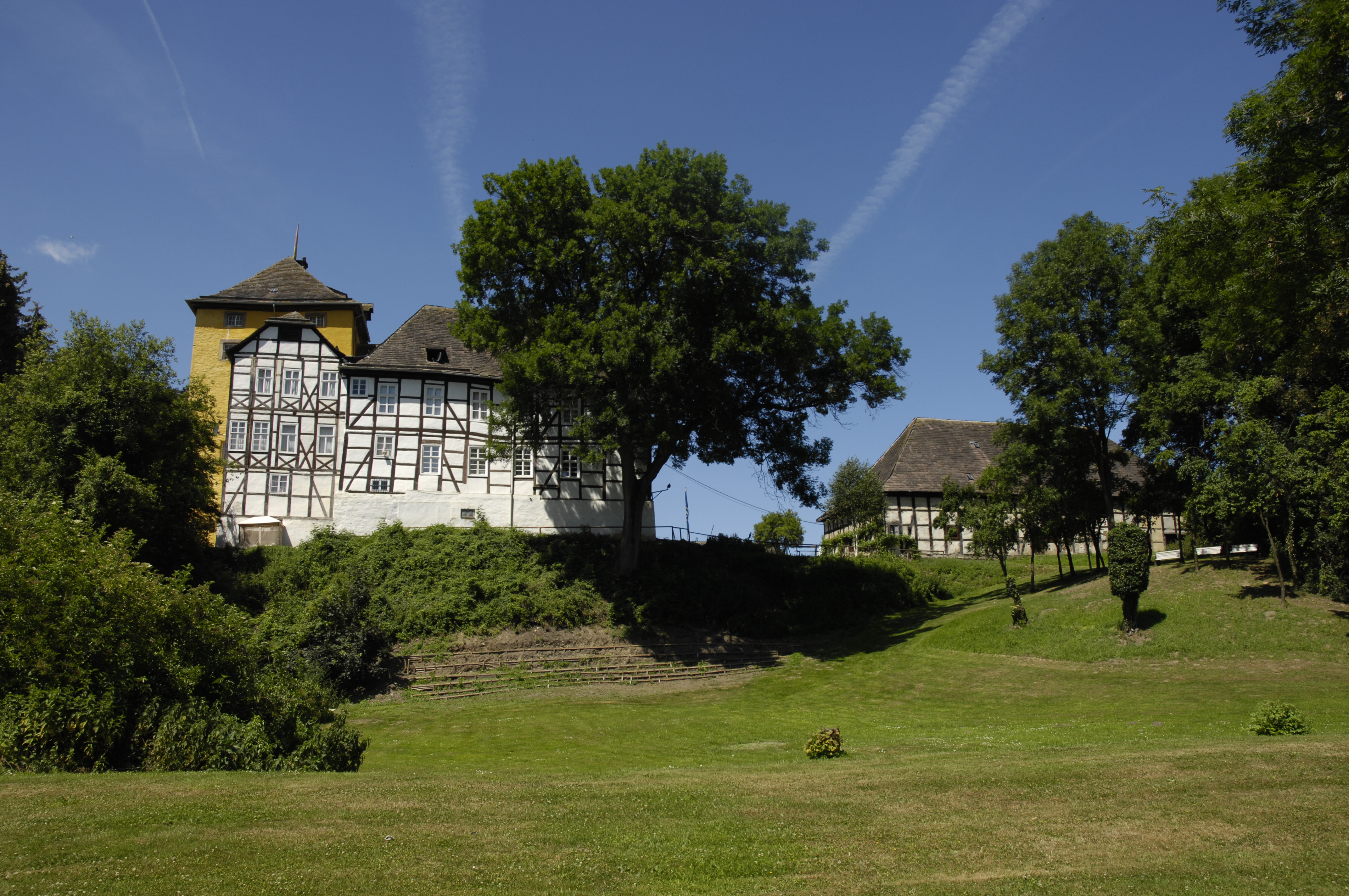
Die Tonenburg von der Weser aus gesehen (2009)

Albaxen ist ein nordöstlicher Stadtteil von Höxter im nordrhein-westfälischen Kreis Höxter. Der Ort liegt an den (hier auf einer gemeinsamen Trasse verlaufenden) Bundesstraßen B 64 und B 83 am linken Weserufer, in der Nähe der Gemeinde- und Landesgrenze zu Holzminden in Niedersachsen. Das Dorf liegt 110 m ü. NN. Östlich und westlich wird Albaxen von den bewaldeten Höhenzügen des Weserberglandes umgeben.

## Geschichte

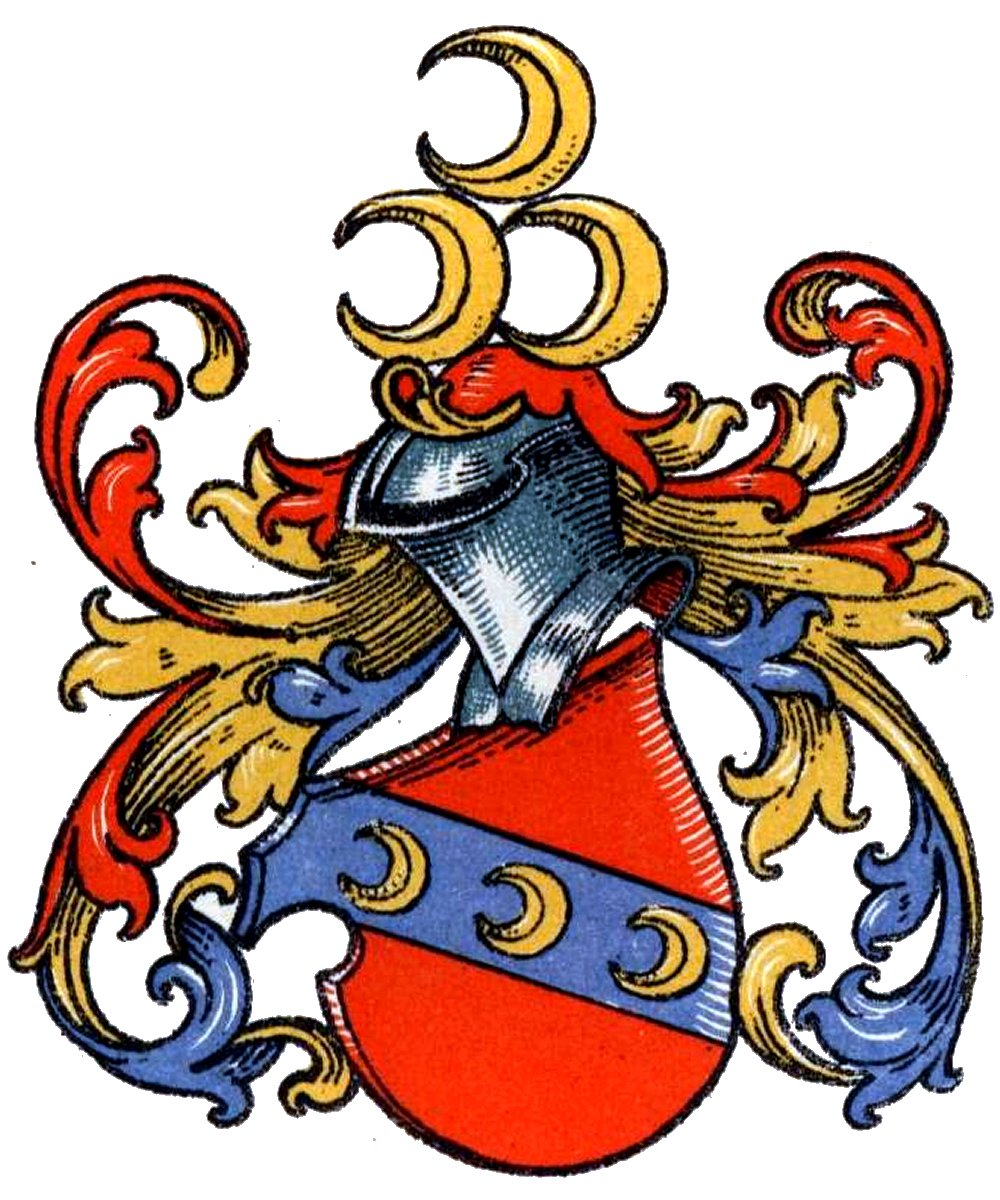
Wappen derer von Albachsen

Urkundlich wurde Albaxen schon bei der Gründung der benachbarten Abtei Corvey im Jahre 822 als Albachtessen erwähnt und schon um 900 Albaxen genannt. Die Albaxer Pfarrkirche wird urkundlich bereits im 9. Jahrhundert erwähnt.  Im Ort saß das Adelsgeschlecht derer von Albachsen. Cuno von Albachsen erscheint um 889. Dessen Enkel Johann kam in das Stift Corvey. Sein Bruder Ludwig saß auf Albaxen, ist dort auch gestorben und begraben worden.
Die Tonenburg bei Albaxen wurde 1315 von der Abtei Corvey erbaut. In südlicher Nähe des Gutes Tonenburg wurde in Höxter-Nachtigall von 1795 bis 1923 mit der Braunkohlegrube Nachtigall Braunkohle unter Tage abgebaut, die Zeche gehörte zu den Alkaliwerken Ronnenberg.
Albaxen gehörte bis 1803 zum Stift Corvey und anschließend bis 1807 zum Fürstentum Corvey. Von 1807 bis 1813 war Albaxen eine Gemeinde im Kanton Albaxen des Departements der Fulda im Königreich Westphalen und bildete den Hauptort des Kantons. 1813 fiel Albaxen dann an Preußen und 1816 kam die Gemeinde zum neuen Kreis Höxter, in dem sie zum Amt Höxter-Albaxen gehörte, aus dem im 20. Jahrhundert das Amt Höxter-Land wurde. Am 1. Januar 1970 wurde Albaxen durch das Gesetz zur Neugliederung des Kreises Höxter in die Kreisstadt Höxter eingegliedert.

## Einwohnerentwicklung
| Jahr       | Einwohner | Quelle |
| ---------- | --------- | ------ |
| 1821       | 1009      | [ 4 ]  |
| 1843       | 1326      | [ 5 ]  |
| 1864       | 1233      | [ 6 ]  |
| 1871       | 1094      | [ 7 ]  |
| 1885       | 1056      | [ 8 ]  |
| 1895       | 1145      | [ 9 ]  |
| 01.12.1910 | 1000      | [ 10 ] |
| 1925       | 1099      | [ 8 ]  |
| 1933       | 1096      | [ 8 ]  |
| 1939       | 1172      | [ 8 ]  |
| 1946       | 1464      | [ 11 ] |
| 06.06.1961 | 1506      | [ 12 ] |
| 31.12.1967 | 1665      |        |
| 31.12.1969 | 1757      | [ 13 ] |
| 23.06.1998 | 1760      | [ 14 ] |
| 31.12.2003 | 1901      | [ 14 ] |
| 31.12.2005 | 1885      | [ 14 ] |
| 31.12.2006 | 1870      | [ 14 ] |
| 31.12.2007 | 1849      | [ 14 ] |
| 30.06.2010 | 1804      | [ 14 ] |
| 30.06.2011 | 1809      | [ 14 ] |
| 31.12.2012 | 1758      | [ 14 ] |
| 30.06.2013 | 1747      | [ 14 ] |
| 31.12.2014 | 1649      | [ 14 ] |
| 31.12.2015 | 1625      | [ 14 ] |
| 31.12.2016 | 1613      | [ 14 ] |
| 31.12.2017 | 1591      | [ 15 ] |
| 31.12.2020 | 1586      | [ 1 ]  |

## Wirtschaft
1895 gründete Johann Buch eine Feldbrandziegelei, die 1903 als Unternehmen in das Handelsregister eingetragen wurde. Seit 1995 gehörte die heutige Ziegelwerk Buch GmbH & Co. KG, mit Geschäftsführer Robert Buch, der UNIPOR-Gruppe an. Bei der UNIPOR handelt es sich um einen Zusammenschluss selbständiger Unternehmen der Ziegelindustrie, die gemeinsam Forschung und Entwicklung betreiben. Am 8. August 2011 meldete das Ziegelwerk Buch die Insolvenz an.
1948 gründete Konrad Reitz in dem Ort ein Unternehmen zur Produktion von Großventilatoren. Die heutige Konrad Reitz Ventilatoren GmbH & Co KG ist der größte Arbeitgeber in Albaxen und beschäftigt rund 400 Mitarbeiter. Zu ihr gehört auch die 100-prozentige Tochtergesellschaft Stäfa Wirz Ventilator AG in Bern, Schweiz.

## Vereine
- Bürgerverein
- Blasorchester Original Concordia Albaxen e. V.
- Dorfwerkstatt Albaxen e. V.
- Fischereiverein Albaxen e. V.
- Heimat- und Verkehrsverein
- Katholische Frauengemeinschaft Deutschland (KFD)
- Schützenbruderschaft Albaxen e. V. St. Dionysius & St. Vitus
- SV Germania Albaxen 1928 e. V.
- Tambourcorps Viktoria Albaxen[17]

## Verkehr
Albaxen ist nahe der Tonenburg über die Landesstraße 946 (Hansastraße) mit der unmittelbar angrenzenden Bundesstraße 64/83 verbunden. In westlicher Richtung führt die L 946 (Schwalenberger Straße) über Bödexen und Fürstenau zur Bundesstraße 239. Außerdem verläuft der Weserradweg unterhalb der Tonenburg durch den Ort.

## Persönlichkeiten
- Thomas von Heesen (* 1961), Profi-Fußballspieler und -trainer
- Monika Düker (* 1963), Politikerin
- Rita Kanne (* 1963), Künstlerin
- Jörg Schröder (* 1964), Bauingenieur
- Gerhard Schuster (* 1966), Geologe, Naturfotograf und Autor